# Popândău comun

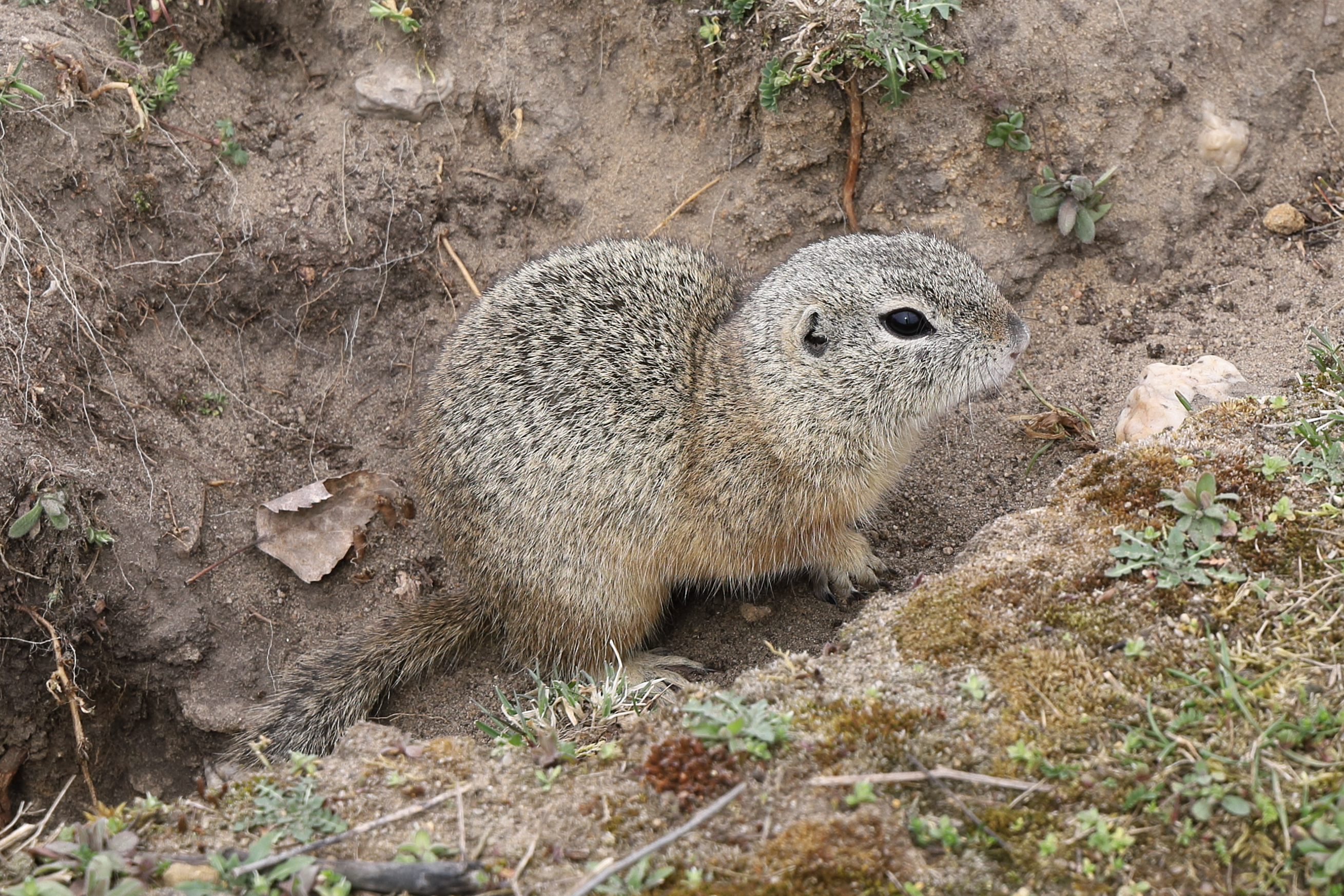

Popândăul comun (Spermophilus citellus), numit și popândău european, țiștar comun sau țiștar european, este o specie din familia veverițelor, Sciuridae. Este una din puținele specii europene din genul Spermophilus. La fel ca toate sciuridele, este un membru al ordinului rozătoarelor. Se găsește în Europa de Est și Centrală, din sudul Ucrainei până în Asia Mică, Austria, Republica Cehă, Slovacia, Serbia, Ungaria, Grecia, România, Republica Moldova, Bulgaria, Macedonia de Nord și cel mai departe la nord până în Polonia, dar arealul este despărțit în două de Munții Carpați.  
Popândăul comun crește până la o lungime de aproximativ 20 cm și o greutate de aproximativ 300 de grame. Este un animal diurn, trăind în colonii⁠(en)[traduceți] de galerii individuale făcute pe pășuni sau în terasamente ierboase. Popândăii ies la suprafață pe durata zilei pentru a se hrăni cu semințe, lăstari și rădăcini sau nevertebrate nezburătoare. Coloniile mențin santinele care fluieră atunci când văd un prădător, determinându-i pe ceilalți popândăi să se adăpostească.
Înmulțirea are loc vara devreme, în cadrul căruia se naște un rând de cinci până la opt pui. Popândăul comun hibernează în perioada dintre toamnă și martie, durata de timp depinzând de climat. Ca pregătire, la sfârșitul verii acumulează rezerve de țesut adipos brun⁠(en)[traduceți].

## Descriere
Popândăul comun are aproximativ aceeași mărime cu cea a unui șobolan cenușiu, un adult măsurând 20 până la 23 cm și cântărind 240 până la 340 g. Are o constituție zveltă cu o coadă scurtă și stufoasă. Blana scurtă și deasă este cenușie-gălbuie, cu tentă roșie, cu câteva puncte nedeslușite, palide și întunecate pe spate. Partea ventrală este palidă cu un abdomen nisipiu. Ochii mari și întunecați sunt situați sus pe cap, iar micile urechi rotunjite sunt ascunse în blană. Formula dentară este 1.0.2.31.0.1.3. Picioarele sunt puternice cu gheare bine adaptate la săpat. Masculii sunt un pic mai mari decât femelele; de altfel, arată asemănător.
Popândăul comun are un strigăt de alarmă strident care îi determină pe toți ceilalți indivizi din vecinătate să se pună la adăpost. Produce de asemenea diverse zgomote ușoare de tip ciripit și mârâit.
Popândăul comun poate fi confundat cu popândăul pătat care se găsește în Polonia (Voievodatul Lublin), Republica Moldova, Rusia, Belarus și Ucraina, dar această specie are blană de culoare brună-închis cu puncte albe și o coadă subțire și trăiește în zone cu vegetație mai adunată.

## Evoluție și filogeografie
Popândăul comun este cel mai strâns înrudit cu Spermophilus xanthoprymnus⁠(en)[traduceți] și în particular cu Spermophilus taurensis⁠(en)[traduceți]. Cele mai timpurii rămășițe atribuite acestuia provin din Peștera Yarımburgaz⁠(en)[traduceți] și au o vechime de în jur de 226.000 de ani. În timpul Pleistocenului, răspândirea popândăului comun se limita la Europa de Sud-Est, în cea mai mare parte la sud de Dunăre, căci părți mari din arealul său actual din Europa Centrală erau încă populate de Spermophilus citelloides⁠(en)[traduceți], specie cu care popândăul comun era strâns înrudit. Numai atunci când S. citelloides a devenit extinctă în timpul Holocenului timpuriu a putut popândăul comun să își extindă arealul în Europa Centrală, lucru posibil favorizat de defrișarea de vegetație efectuată de fermieri neolitici⁠(en)[traduceți] și șeptelul⁠(en)[traduceți] acestora.

## Răspândire și habitat
Popândăul comun este nativ în Europa centrală și de Sud-Est, unde arealul său este împărțit de Munții Carpații. Arealul include suprafețe de teren situat la altitudini de până la 2.593 de metri din sudul Ucrainei până în Asia Mică, Austria, Republica Cehă, Slovacia, Serbia, Ungaria, Grecia, România, Republica Moldova, Bulgaria, Macedonia de Nord și cel mai departe la nord până în Polonia. A devenit extinct la nivel local în Germania și Polonia, dar a fost reintrodus cu succes în sălbăticie în Polonia în 2005. Câteva dintre animale au fost furnizate prin intermediul Aeroportului Internațional Budapesta Liszt Ferenc.
Popândăul comun are nevoie de condiții de habitat foarte specifice. Are nevoie straturi de iarbă scurtă pentru a își săpa sistemul de tuneluri. Găsește așa ceva în stepe și pe pășuni, pe maluri uscate, pe terenuri de sport, în parcuri și pe peluze. Aceste condiții se pierd atunci când, din cauza activităților agricole, pajiștile sunt convertite în teren arabil și păduri sau atunci când pășunatul încetează, iar iarba crește adunată și se dezvoltă covor arbustiv. Alte locuri cu vegetație scurtă care uneori oferă habitat propice sunt terasamentele feroviare, debleurile rutiere și acostamentele.

## Comportament

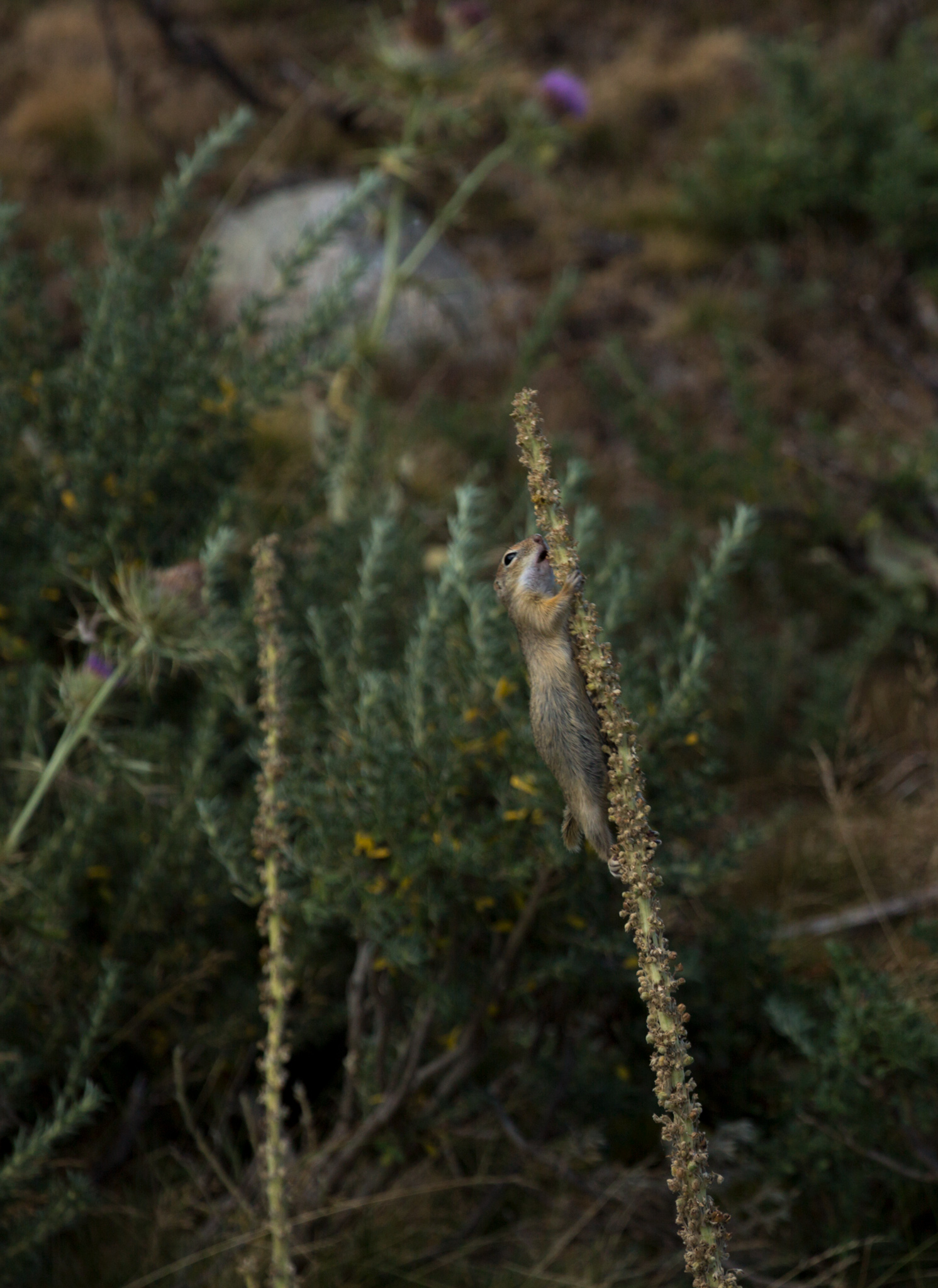
Popândău comun mâncând semințele unei lumânărele

Popândăul comun este un animal de colonie⁠(en)[traduceți] și este în principal diurn. Sapă un sistem ramificat de tuneluri cu o adâncime de până la 2 metri și cu mai multe intrări. În alte locuri din domeniul vital sapă găuri de acces rapid în care să se ascundă în caz că se ivește vreun pericol. Dacă este alarmat, emite o fluieratură pătrunzătoare, iar atunci când este în câmp deschis adesea stă în poziție dreaptă și caută cu privirea prădători. Printre aceștia se numără nevăstuica mică, vulpea roșie, pisica domestică și unele specii de păsări răpitoare. Se hrănește cu graminee, alte plante, flori, semințe, plante de cultură, insecte și ocazional ouăle păsărilor care își fac cuibul la sol sau puii acestora. Un studiu din Bulgaria a aflat că popândăul petrecea în mijlocul verii în jur de unsprezece ore pe zi în afara vizuinii, dar până pe la începutul toamnei, durata de timp se redusese la șapte ore. Cam peste jumătate din zi era petrecută în căutarea hranei, dar printre celelalte activități observate se numărau exploratul, alergatul, șezutul, îngrijirea corporală, săpatul, marcatul cu miros și statul de veghe. Iarna își înfundă intrările de la galerie și hibernează într-un cuib de vegetație uscată. Fiecare individ ocupă o cameră separată și pe durata acestei perioade, temperatura corporală scade până la 2,0 °C, iar ritmul cardiac încetinește la câteva bătăi pe minut. În timpul hibernării, popândăul se poate trezi pentru scurt timp vreme de câteva zile și să folosească rezervele de grăsime acumulate pe durata verii, consumând în jur de 90 % din grăsimea stocată în corp. În Bulgaria hibernarea durează din septembrie până în martie.

## Înmulțire
După ce popândăul iese primăvara din hibernare, are loc împerecherea, în aprilie sau mai. Perioada de gestație este de în jur de douăzeci și șase de zile, la sfârșitul căreia se nasc cinci până la opt pui într-o cameră situată adânc în galerie. Sunt orbi și lipsiți de blană, iar ochii li se deschid la vârsta de în jur de 4 săptămâni. Femela îi hrănește vreme de șase săptămâni și imediat după aceea, aceștia sunt gata să părăsească galeria. Ating maturitatea primăvara următoare și pot trăi vreme de opt până la zece ani.

## Stare
Popândăul comun este clasificat de către IUCN pe lista sa roșie a speciilor amenințate ca fiind pe cale de dispariție. Motivul este că populația tinde să scadă în numărul de indivizi și se presupune că, pe parcursul ultimilor zece ani, populația a scăzut cu mai mult de 30 %. Părțile de sud, de nord-vest și de nord ale arealului sunt afectate mai serios. Amenințările principale sunt convertirea pajiștilor și pășunilor în terenuri cultivate sau în plantații de copaci și abandonarea pajiștilor ce duce la întoarcerea acestora la starea de fânețe inadecvate cu iarbă înaltă și de habitate tufoase care nu i se potrivesc animalului. Urbanizarea și construirea de șosele uneori au fragmentat comunități și au împiedicat recolonizarea locurilor pustii.